# Aborto en Panamá
Actualmente el aborto en Panamá es ilegal salvo en caso de amenaza a la vida o la salud de la mujer o si el embarazo sea el resultado de una violación solo dentro de los primeros 2 meses y realizado por un médico del estado. En 1982, un código penal que trata del aborto entró en vigor. La pena para una mujer que tiene un aborto ilegal es de uno a tres años de prisión y la pena para un médico u otra personas que realiza el procedimiento con el consentimiento de la mujer es de tres a seis años. Si el procedimiento sea realizado sin el consentimiento de la mujer la pena es de cinco a diez años.